# Psaphida
Psaphida là một chi bướm đêm thuộc họ Noctuidae.

## Loài
- Psaphida damalis (Grote, 1879)
- Psaphida electilis (Morrison, 1875)
- Psaphida grandis J.B. Smith, 1898
- Psaphida resumens Walker, 1865
- Psaphida rolandi Grote, 1874
- Psaphida styracis Guenée, 1852 (trước đây gọi là Copipanolis styracis)
- Psaphida thaxteriana (Grote, 1874)

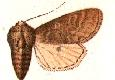
Psaphida damalis
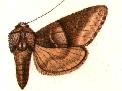
Psaphida grandis